# كيزو ميورا
كيزو ميورا (باليابانية: 三浦敬三؛ بالكانا: みうら けいぞう) هو متسلق جبال ياباني، ولد في 15 فبراير 1904 في آوموري في اليابان، وتوفي في 5 يناير 2006 في طوكيو في اليابان.